# Kapitan Marvel (film)
Kapitan Marvel (oryg. Captain Marvel) – amerykański fantastycznonaukowy film akcji z 2019 roku na podstawie serii komiksów o superbohaterce Carol Danvers wydawnictwa Marvel Comics. Za reżyserię odpowiadali Anna Boden i Ryan Fleck na podstawie scenariusza napisanego razem z Genevą Robertson-Dworet. Tytułową rolę zagrała Brie Larson, a obok niej w rolach głównych wystąpili: Samuel L. Jackson, Ben Mendelsohn, Djimon Hounsou, Lee Pace, Lashana Lynch, Gemma Chan, Annette Bening, Clark Gregg i Jude Law.
W latach dziewięćdziesiątych Carol Danvers staje się potężną superbohaterką, podczas gdy międzygalaktyczna wojna między dwiema obcymi rasami przenosi się na Ziemię.
Kapitan Marvel wchodzi w skład III Fazy Filmowego Uniwersum Marvela. Jest to dwudziesty pierwszy film należący do tej franczyzy i tworzy on jej pierwszy rozdział zatytułowany Saga Nieskończoności. Jego kontynuacja Marvels została zapowiedziana na 2023 rok.
Światowa premiera filmu miała miejsce 27 lutego 2019 roku w Londynie. W Polsce zadebiutował on 8 marca tego samego roku. Przy budżecie 160 milionów dolarów Kapitan Marvel zarobiła prawie 1,13 miliarda dolarów. Film otrzymał również pozytywne oceny od krytyków.

## Streszczenie fabuły
W 1995 roku na planecie Hala należącej do Imperium Kree członkini sił Starforce, Vers, ma problem z przypomnieniem sobie swojej przeszłości i nieustannie nawiedzają ją powtarzające się koszmary, w których pojawia się starsza kobieta. Yon-Rogg, jej mentor i dowódca, uczy ją kontrolować swoje umiejętności, podczas gdy Najwyższy Intelekt, sztuczna inteligencja, która rządzi Kree, zachęca ją do kontrolowania swoich emocji.
Starforce zostaje wysłane na misję uratowania tajnego agenta, którego zadaniem była infiltracja grupy Skrulli, członków rasy zmiennokształtnych obcych, z którymi Kree toczą wojnę. Podczas tej misji Vers zostaje schwytana przez dowódcę Skrulli, Talosa. Badanie wspomnień Vers doprowadza Talosa i jego grupę na Ziemię. Vers ucieka i rozbija się w Los Angeles, a jej obecność przyciąga uwagę T.A.R.C.Z.Y. Śledztwem zajmują się jej agenci Nick Fury i Phil Coulson, jednak zostaje ono przerwane przez atak Skrulla. Podczas pościgu Vers zdobywa kryształ zawierający wydobyte z niej wspomnienia, a Fury zabija Skrulla podszywającego się pod Coulsona. Talos w postaci szefa Fury’ego, Kellera, nakazuje Fury’emu współpracować z Vers i obserwować ją.
Korzystając z odzyskanych wspomnień, Vers wraz z Fury'm udają się do bazy projektu Pegasus Sił Powietrznych Stanów Zjednoczonych. Tam odkrywają, że Vers była pilotem i prawdopodobnie zaginęła w 1989 roku podczas testowania eksperymentalnego silnika zaprojektowanego przez doktor Wendy Lawson. Vers rozpoznaje ją jako kobietę ze swoich koszmarów. Po tym, jak Fury informuje T.A.R.C.Z.Ę. o ich lokalizacji, na miejscu pojawia się zespół dowodzony przez Talosa w postaci Kellera. Fury odkrywa podstęp Talosa i pomaga Vers uciec odrzutowcem razem z kotem należącym do Lawson, Goosem. Lecą do Luizjany, by spotkać się z byłą pilotką Marią Rambeau, ostatnią osobą, która widziała żywe Vers i Lawson.
Rambeau i jej córka Monica ujawniają, że Vers to Carol Danvers, którą kiedyś traktowały jak członka rodziny. Pojawia się tam nieuzbrojony Talos i wyjaśnia, że Skrullowie są uchodźcami szukającymi nowego domu, a Lawson miała naprawdę na imię Mar-Vell, należała do rasy Kree i pomagała Skrullom. Talos odtwarza nagranie odzyskane z odrzutowca Lawson, co sprawia, że Danvers przypomina sobie wypadek, w którym Lawson została zabita przez Yon-Rogga, aby uniemożliwić jej zniszczenie silnika, zanim Kree zdążą go zarekwirować. Podczas wybuchu silnika Danvers wchłonęła jego energię, zyskując moc, ale tracąc pamięć.
Danvers, Talos, Fury i Rambeau odnajdują ukryte laboratorium Lawson krążące wokół Ziemi. Lawson ukryła tam grupę Skrulli, w tym rodzinę Talosa, oraz Tesseract, źródło zasilania jej silnika. Tam Danvers zostaje schwytana przez Starforce i połączona z Najwyższym Intelektem. Podczas ich rozmowy Danvers udaje się zniszczyć implant Kree, który tłumił jej moce, co pozwala jej osiągnąć pełny potencjał. Podczas walki Fury odnajduje Goose’a, który okazuje się być Flerkenem, pozaziemską istotą. Goose połyka Tesserakt i rani Fury’ego, oślepiając go na lewe oko. Danvers niszczy szturmowiec Kree, zmuszając oficera Kree, Ronana, i jego załogę do odwrotu. Na Ziemi pokonuje Yon-Rogga i odsyła go z powrotem z ostrzeżeniem dla Najwyższego Intelektu.
Danvers opuszcza Ziemię, aby pomóc Skrullom w znalezieniu nowej planety, i pozostawia Fury’emu zmodyfikowany pager, aby mógł się z nią skontaktować w nagłym wypadku. Później Fury przygotowuje inicjatywę mającą na celu zebranie bohaterów takich jak Danvers, nadając jej nazwę od jej pseudonimu Sił Powietrznych, „Avenger”. W scenie pomiędzy napisami końcowymi, w 2018 roku, aktywowany pager jest monitorowany przez Avengersów, kiedy pojawia się Danvers. W scenie po napisach Goose wchodzi na biurko Fury’ego i zwraca Tesseract.

## Obsada
| Polski dubbing |
| • Maria Dębska jako Carol Danvers / Kapitan Marvel • Krzysztof Stelmaszyk jako Nick Fury • Miłogost Reczek jako Talos / Keller • Mirosław Zbrojewicz jako Korath • Przemysław Sadowski jako Ronan • Martyna Trawczyńska-Szymańska jako Maria Rambeau • Patrycja Soliman jako Minn-Erva • Maria Pakulnis jako Mar-Vell / Wendy Lawson i Najwyższy Intelekt • Marcin Perchuć jako Phil Coulson • Przemysław Stippa jako Yon-Rogg |

- Brie Larson jako Carol Danvers / Kapitan Marvel, była pilot U.S. Air Force, która wskutek zniszczenia rdzenia samolotu stworzonego dzięki energii Tesseractu zyskała nadludzką siłę oraz zdolności latania i emitowania energii. Po uprowadzeniu i utracie pamięci została członkiem elitarnego oddziału Kree o nazwie Starforce jako Vers[6]. Mckenna Grace wciela się w trzynastoletnią Carol Danvers, a London Fuller w sześcioletnią[7] .
- Samuel L. Jackson jako Nick Fury, agent T.A.R.C.Z.Y., który pomaga Danvers[8].
- Ben Mendelsohn jako Talos, przywódca zmiennokształtnej rasy Skrulli, którego celem jest odnalezienie swojej rodziny i nowej planety dla swojej rasy. Na Ziemi przyjmuje między innymi postać szefa Fury’ego, Kellera[9][7] .
- Djimon Hounsou jako Korath, członek elitarnego oddziału Kree o nazwie Starforce[10].
- Lee Pace jako Ronan, wysoki rangą dowódca i przedstawiciel rasy Kree[10].
- Lashana Lynch jako Maria Rambeau, pilot U.S. Air Force i najlepsza przyjaciółka Carol Danvers. Ma córkę Monikę[11].
- Gemma Chan jako Minn-Erva, genetyczka należąca do rasy Kree i członkini elitarnego oddziału Kree o nazwie Starforce[12].
- Annette Bening jako Mar-Vell / Wendy Lawson i Najwyższy Intelekt, Mar-Vell była przedstawicielką rasy Kree, która żyła na Ziemi jako Wendy Lawson. Jej celem było zakończenie wojny między Kree a Skrullami. Była szefem i mentorem Carol Danvers. Najwyższy Intelekt, sztuczna inteligencja i duchowa przywódczyni Kree, przyjmowała postać autorytetu rozmówcy ukazując się Vers jako Lawson[13][14][15].
- Clark Gregg jako Phil Coulson, agent T.A.R.C.Z.Y., który rozpoczyna swoją karierę w organizacji[10].
- Jude Law jako Yon-Rogg, dowódca elitarnego oddziału Kree o nazwie Starforce[16][17].

W filmie wystąpili również: Algenis Perez Soto jako Att-Lass i Rune Temte jako Bron-Char, członkowie elitarnego oddziału Kree o nazwie Starforce; Chuku Modu jako Soh-Larr, przedstawiciel rasy Kree, pod którego podszywał się Talos; Matthew Maher jako Norex, naukowiec należący do rasy Skrulli; Sharon Blynn jako Soren, żona Talosa ; Auden i Harriet Ophuls jako G’iah, córka Soren i Talosa ; Akira i Azira Akbar jako Monica Rambeau, córka Marii (Akira zagrała jedenastolatkę, a Azira – pięciolatkę); Lyonetta Flowers i Rufus Flowers jako jej dziadkowie oraz Colin Ford jako Steve Danvers, brat Carol i Kenneth Mitchell jako Joseph Danvers, ich ojciec . Goose'a, który należy do rasy Flerkenów, zagrały cztery różne koty: Reggie, Archie, Rizzo i Gonzo .
W roli cameo pojawił się twórca komiksów Marvela, Stan Lee, i twórczyni komiksów o Kapitan Marvel, Kelly Sue DeConnick – jako pasażerowie w metrze. Twórcy filmu uhonorowali pośmiertnie Lee, zmieniając animację logotypu studia, przedstawiając jego występy w filmach. W scenie po napisach pojawili się: Chris Evans jako Steve Rogers, Scarlett Johansson jako Natasha Romanoff, Mark Ruffalo jako Bruce Banner i Don Cheadle jako James Rhodes. Prawdziwi piloci U.S. Air Force, Matthew „Spider” Kimmel oraz Stephen „Cajun” Del Bagno, zagrali samych siebie .

## Produkcja

### Rozwój projektu

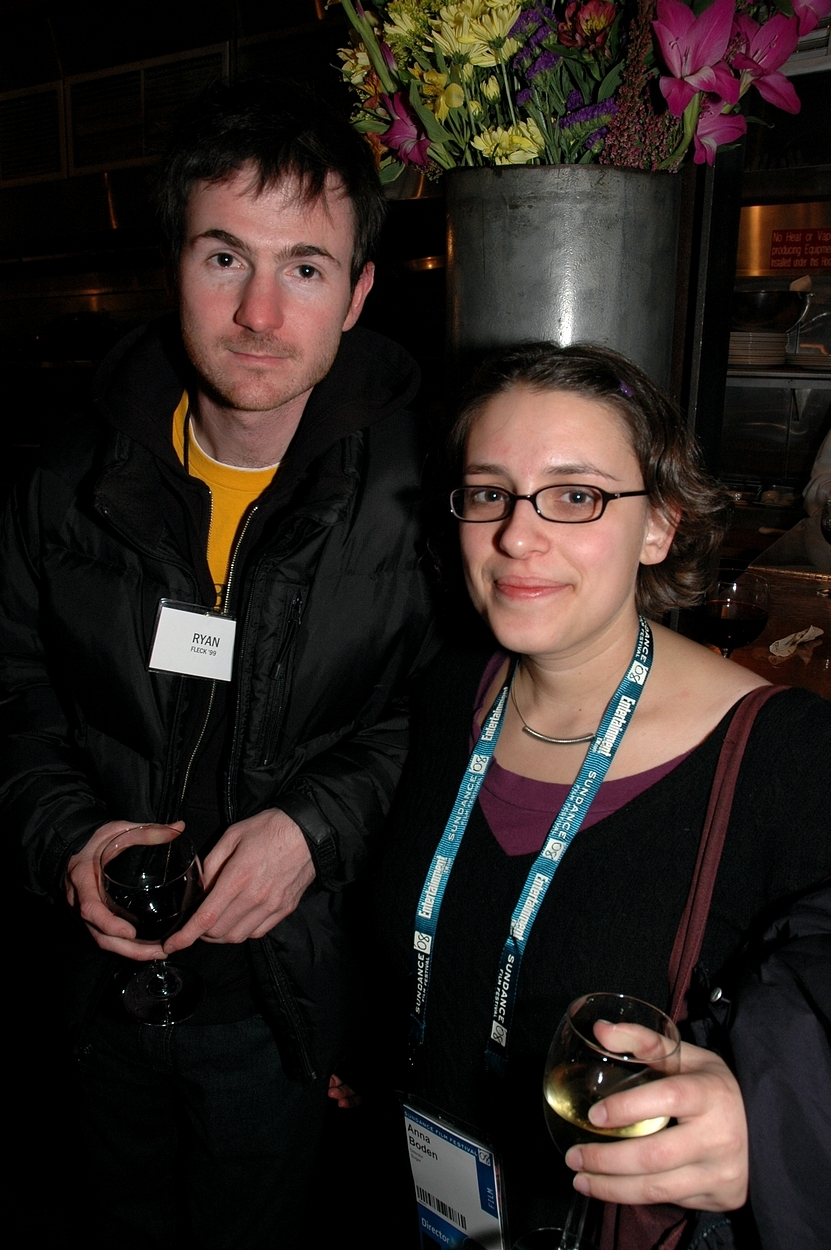
Anna Boden i Ryan Fleck, reżyserzy filmu

Pierwsze informacje o pracy nad scenariuszem do filmu pojawiły się w maju 2013 roku. W sierpniu Louis D’Esposito poinformował, że Marvel Studios rozważa jeden z filmów z wiodącą postacią kobiecą. Pod uwagę brane były Kapitan Marvel, Czarna Wdowa, Pepper Potts i Peggy Carter. W marcu 2014 roku Kevin Feige zapowiedział, że jeżeli studio zdecyduje się na film o superbohaterce, będzie to film o genezie nowej postaci w Filmowego Uniwersum Marvela. Natomiast w sierpniu Feige potwierdził, że trwają prace nad filmami Czarna Pantera i Kapitan Marvel.
Film został potwierdzony podczas MarvelEvent, które odbyło się 28 października 2014 roku, gdzie przedstawiono skład filmów III Fazy Filmowego Uniwersum Marvela. Amerykańska data premiery filmu została wyznaczona na 6 lipca 2018 roku. Feige poinformował wtedy również, że studio planuje dość szybko znaleźć reżysera i scenarzystę projektu oraz że w planie jest zatrudnienie na tych stanowiskach przede wszystkim kobiet-filmowców.
W lutym 2015 roku, po ogłoszeniu współpracy Marvel Studios z Sony Pictures nad filmem Spider-Man: Homecoming i włączeniu tej postaci do MCU, premierę przesunięto na 2 listopada W kwietniu poinformowano, że do napisania scenariusza zatrudniono Nicole Perlman i Meg LeFauve. W następnym miesiącu ujawniono, że Ava DuVernay rozpoczęła rozmowy dotyczące stanowiska reżysera. W październiku ponownie zmieniono datę premiery, tym razem na 8 marca 2019 roku w związku z dodaniem filmu Ant-Man i Osa do III Fazy. W maju 2016 roku wśród kandydatek na stanowisko reżysera filmu pojawiła się Emily Carmichael.
W kwietniu 2017 roku studio zatrudniło na stanowisku reżysera duet Annę Boden i Ryana Flecka. W lipcu ujawniono, że akcja filmu będzie rozgrywać się w latach dziewięćdziesiątych i że w filmie zostaną wykorzystanie elementy z komiksu Kree-Skrull War z 1971 roku autorstwa Roya Thomasa. Jonathan Schwartz wyjawił, że w filmie pojawią się elementy paranoi, jednak nie będą one związane z ustawą o anty-superbohaterach, a konflikt pomiędzy Kree a Skrullami będzie tłem dla filmu. W sierpniu Geneva Robertson-Dworet została zatrudniona do prac nad scenariuszem. Perlman potwierdziła, że historia stworzona z LeFauve ma zostać wykorzystana w finalnej wersji scenariusza. W marcu 2018 roku wyjawiono, że nad scenariuszem pracowali również Liz Flahive, Carly Mensch oraz Boden i Fleck. Filmy RoboCop (1987), Francuski łącznik (1971) i Rozmowa (1974) posłużyły jako inspiracje dla Boden i Flecka przy pracy nad filmem.

### Casting
W lipcu 2016 roku podczas San Diego Comic-Conu poinformowano, że Brie Larson zagra Carol Danvers. Rok później podczas następnej edycji konwentu ujawniono, że Samuel L. Jackson powtórzy rolę Nicka Fury’ego z poprzednich produkcji franczyzy. W październiku tego samego roku Ben Mendelsohn rozpoczął rozmowy dotyczące roli w filmie. W następnym miesiącu ujawniono, że Jude Law prowadzi negocjacje ze studiem.
W styczniu 2018 roku do obsady dołączyła DeWanda Wise oraz potwierdzono udział Mendelsohna i Lawa. W lutym poinformowano, że Gemma Chan zagra Minn-Ervę. W marcu Wise zrezygnowała z powodu prac nad drugim sezonem serialu Ona się doigra. W tym samym tygodniu poinformowano, że Lashana Lynch negocjuje rolę po Wise. Pod koniec miesiąca ujawniono, że Djimon Hounsou, Lee Pace i Clark Gregg powtórzą swoje role z wcześniejszych produkcji franczyzy oraz, że do obsady dołączyli Lynch, Algenis Perez Soto, Rune Temte i Mckenna Grace. W maju poinformowano, że Annette Bening zagra w filmie.

### Zdjęcia i postprodukcja
Realizację zdjęć w plenerze rozpoczęto w styczniu 2018 roku w Atlancie. Główny okres zdjęciowy rozpoczął się 19 marca w Sony Studios w Los Angeles pod roboczym tytułem Open World. Jeszcze w tym samym miesiącu nakręcono scenę w Jim Hall Racing Club w Oxnard. W maju zrealizowano sceny nad Shaver Lake we Fresno. Zdjęcia zrealizowano również w samym Los Angeles i w jego okolicach, między innymi w Simi Valley, Lucerne Valley i bazie Edwards Air Force Base. W czerwcu produkcja przeniosła się do Luizjanie, gdzie nakręcono sceny w Baton Rouge i Nowym Orleanie. Sceny wykorzystujące wnętrze quinjeta zrealizowano na planie serialu Agenci T.A.R.C.Z.Y.. Zdjęcia zakończyły się 6 lipca. Odpowiadał za nie Ben Davis. Scenografią zajął się Andy Nicholson, a kostiumy zaprojektowała Sanja Hays.
Dodatkowe zdjęcia do filmu zrealizowano w listopadzie 2018 roku. Scenę w trakcie napisów, w której Danvers poznaje Avengers, wyreżyserowali Anthony i Joe Russo. Marvel Studios zdecydowało się zmodyfikować czołówkę studia z logiem, aby uhonorować Stana Lee, który zmarł 12 listopada 2018 roku. Postaci z filmów zostały zastąpione występami cameo Lee, a na końcu pojawił się czarny ekran z napisem „Thank You Stan”.
Montażem zajęli się Elliot Graham i Debbie Berman. Efekty specjalne zostały stworzone przez studia produkcyjne: Animal Logic, Cantina Creative, Digital Domain, Framestore, Industrial Light & Magic, Lola VFX, Luma Pictures, Rise FX, Rising Sun Pictures, Scanline VFX, Trixter i Elastic, a odpowiadali za nie Christopher Townsend i Dan Sudick.
Lola VFX pracowało nad efektami odmłodzenia Samuela L. Jacksona i Clarka Gregga. Trixster zajęło się efektami pokazującymi moce Danvers oraz współtworzyło efekty związane z Goosem. Industrial Light & Magic zajęło się większością finałowej walki oraz Najwyższym Intelektem razem z Animal Logic. Luma Pictures pracowało nad sceną pościgu w pociągu metra. Digital Domain zajęło się efektami transformacji Skrulli. Rise FX przygotowało planetę Hala, a Framestore zajęło się sekwencją walki na Torfie. Rising Sun Pictures odpowiadało między innymi za sceny w budynku Projektu Pegazus. Scanline pracowała nad pościgami w powietrzu oraz nad sceną wypadku, w którym Danvers zdobywa swoje moce.

## Muzyka
W lipcu 2018 roku Pinar Toprak została zatrudniona do skomponowania muzyki do filmu. Toprak nagrała partie elektroniczne przy użyciu syntezatora w swoim domowym studiu, a reszta ścieżki dźwiękowej została nagrana w towarzystwie 90-osobowej orkiestry w Abbey Road Studios w Londynie. Album z muzyką Toprak, Captain Marvel Original Motion Picture Soundtrack, został wydany cyfrowo 8 marca 2019 roku przez Hollywood Records.
Ponadto w filmie wykorzystano utwory: „Crazy on You” (Heart), „Kiss Me Deadly” (Lita Ford), „Whatta Man” (Salt-n-Pepa), „Connection” (Elastica), „Only Happy When It Rains” (Garbage), „Crush with Eyeliner” (R.E.M.), „Waterfalls” (TLC), „You Gotta Be” (Des’ree), „Come as You Are” (Nirvana), „Just a Girl” (No Doubt), „Man on the Moon” (R.E.M.) i „Celebrity Skin” (Hole) oraz „Please Mr. Postman” zespołu The Marvelettes, który zaśpiewał w filmie Samuel L. Jackson.
| Captain Marvel Original Motion Picture Soundtrack – 2019 | Captain Marvel Original Motion Picture Soundtrack – 2019 | Captain Marvel Original Motion Picture Soundtrack – 2019 | Captain Marvel Original Motion Picture Soundtrack – 2019 |
| Nr                                                       | Tytuł utworu                                             | Muzyka                                                   | Długość                                                  |
| -------------------------------------------------------- | -------------------------------------------------------- | -------------------------------------------------------- | -------------------------------------------------------- |
| 1.                                                       | „Captain Marvel”                                         | P. Toprak                                                | 2:15                                                     |
| 2.                                                       | „Waking Up”                                              | P. Toprak                                                | 1:28                                                     |
| 3.                                                       | „Boarding the Train”                                     | P. Toprak                                                | 1:30                                                     |
| 4.                                                       | „Why Do You Fight?”                                      | P. Toprak                                                | 1:14                                                     |
| 5.                                                       | „Let’s Bring Him Home”                                   | P. Toprak                                                | 1:39                                                     |
| 6.                                                       | „Entering Enemy Territory”                               | P. Toprak                                                | 3:33                                                     |
| 7.                                                       | „Breaking Free”                                          | P. Toprak                                                | 5:24                                                     |
| 8.                                                       | „Hot Pursuit”                                            | P. Toprak                                                | 4:34                                                     |
| 9.                                                       | „Lost the Target”                                        | P. Toprak                                                | 2:10                                                     |
| 10.                                                      | „Lifting Fingerprints”                                   | P. Toprak                                                | 1:31                                                     |
| 11.                                                      | „Finding the Records”                                    | P. Toprak                                                | 5:20                                                     |
| 12.                                                      | „Escaping the Basement”                                  | P. Toprak                                                | 4:23                                                     |
| 13.                                                      | „Photos of Us”                                           | P. Toprak                                                | 1:56                                                     |
| 14.                                                      | „Learning the Truth”                                     | P. Toprak                                                | 3:16                                                     |
| 15.                                                      | „New Clothes”                                            | P. Toprak                                                | 1:04                                                     |
| 16.                                                      | „Space Turbulence”                                       | P. Toprak                                                | 2:58                                                     |
| 17.                                                      | „High Score”                                             | P. Toprak                                                | 2:35                                                     |
| 18.                                                      | „Interrupting Something?”                                | P. Toprak                                                | 1:30                                                     |
| 19.                                                      | „Trapped”                                                | P. Toprak                                                | 3:19                                                     |
| 20.                                                      | „I’m All Fired Up”                                       | P. Toprak                                                | 3:20                                                     |
| 21.                                                      | „More Problems”                                          | P. Toprak                                                | 8:15                                                     |
| 22.                                                      | „You Could Use a Jump”                                   | P. Toprak                                                | 1:45                                                     |
| 23.                                                      | „This Isn’t Goodbye”                                     | P. Toprak                                                | 2:29                                                     |
|                                                          |                                                          |                                                          | 1:07:28                                                  |

## Promocja

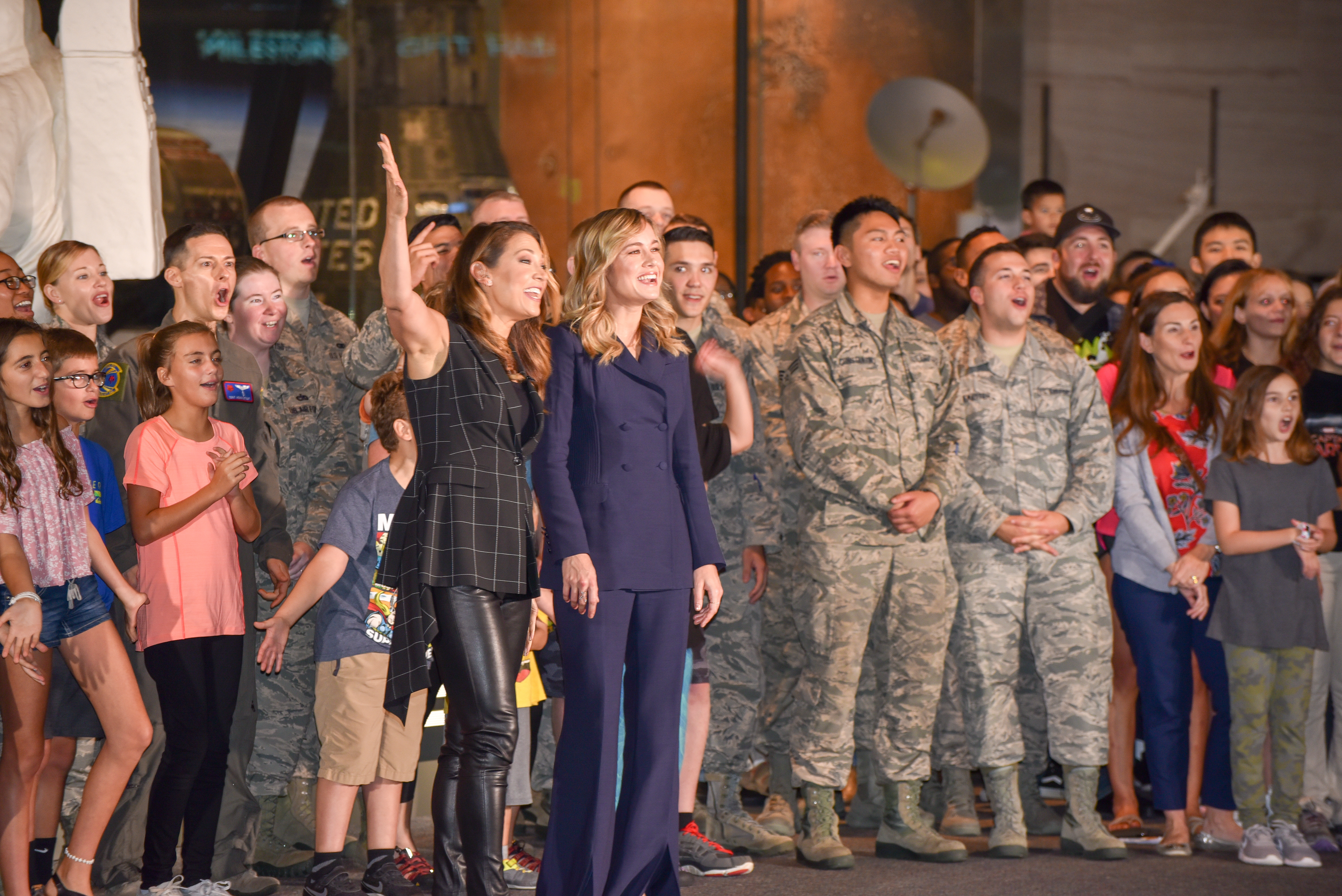
Brie Larson podczas premiery zwiastuna w National Air and Space Museum

Szkice koncepcyjne filmu zostały zaprezentowane podczas panelu Marvel Studios na San Diego Comic-Conie w 2017 roku. W czerwcu 2018 roku, podczas CineEurope pokazano po raz pierwszy wygląd Brie Larson w roli tytułowej superbohaterki. 18 września, podczas Good Morning America, zaprezentowano pierwszy zwiastun filmu. Larson obejrzała go wspólnie z żołnierzami i ich rodzinami w National Air and Space Museum. Zwiastun ten został obejrzany 109 milionów razy w ciągu 24 godzin. Drugi zwiastun pokazano 3 grudnia podczas Monday Night Football. 8 grudnia Larson pojawiła się na panelu studia podczas CCXP w Brazylii. W styczniu 2019 roku platforma crowdfundingowa GoFundMe ogłosiła kampanię #CaptainMarvelChallenge, mającą na celu zakup biletów i napojów dla dziewcząt i ich opiekunów dla oddziału organizacji Girls, Inc. w Los Angeles. W lutym został zaprezentowany spot promujący film podczas Super Bowl LIII.
Partnerami promocyjnymi filmu były firmy: Hertz, Visible, WNBA, Alaska Airlines, Synchrony Financial, Citizen Watch, Dave & Buster’s, Xbox, Aerie i Wix.
Komiksy powiązane
14 listopada 2018 roku Marvel Comics wydało komiks powiązany Captain Marvel Prelude, za którego scenariusz odpowiadał Will Corona Pilgrim, a za rysunki Andrea Di Vito.

## Wydanie
Zarówno światowa jak i europejska premiera Kapitan Marvel miała miejsce 27 lutego 2019 roku w Londynie. Amerykańska premiera odbyła się 4 marca w Los Angeles. W obu wydarzeniach uczestniczyła obsada i twórcy filmu oraz zaproszeni specjalni goście. Premierom tym towarzyszył czerwony dywan oraz szereg konferencji prasowych.
6 marca film zadebiutował dla szerszej publiczności między innymi w Belgii, Francji, Szwecji, Tajlandii, Korei Południowej i we Włoszech. Następnego dnia pojawił się w Brazylii, Niemczech, Meksyku, Australii, Nowej Zelandii i Rosji. Od 8 marca (Dzień Kobiet) dostępny był w Stanach Zjednoczonych, Kanadzie, Chinach, Wielkiej Brytanii i w Polsce. W Japonii zadebiutował 15 marca.
Początkowo amerykańska data premiery zapowiedziana była na 6 lipca 2018 roku. Jednakże później dwukrotnie była przesuwana; po ogłoszeniu współpracy Marvel Studios z Sony Pictures i zapowiedzeniu Spider-Man: Homecoming początkowo na 2 listopada, następnie, po zapowiedzi filmu Ant-Man i Osa, na 8 marca 2019 roku.
Film został wydany cyfrowo w Stanach Zjednoczonych 28 maja 2019 roku przez Walt Disney Studios Home Entertainment, a 11 czerwca tego samego roku na nośnikach DVD i Blu-ray. W Polsce został on wydany 24 lipca tego samego roku przez Galapagos.
11 listopada 2019 roku został wydany również w 14-dyskowej wersji kolekcjonerskiej Marvel Cinematic Universe: Phase Three Collection – Part 2, która zawiera 6 filmów kończących Fazę Trzecią, a 15 listopada tego samego roku w specjalnej wersji zawierającej 23 filmy franczyzy tworzące The Infinity Saga.

## Odbiór

### Box office
Kapitan Marvel, mając budżet wynoszący 160 milionów dolarów, w pierwszym tygodniu wyświetlania zarobiła na świecie prawie 460 milionów dolarów, z czego ponad 150 milionów w Stanach Zjednoczonych i Kanadzie. Łączny przychód z biletów na świecie osiągnął prawie 1,13 miliarda dolarów, z czego w Stanach Zjednoczonych i Kanadzie film zarobił prawie 427 milionów.
Do największych rynków należały: Chiny (154,1 miliona), Wielka Brytania (51,8 miliona), Korea Południowa (42,9 miliona), Brazylia (38,1 miliona), Meksyk (33,3 miliona), Australia (29,5 miliona), Francja (27,1 miliona), Niemcy (24,3 miliona) i Rosja (20,1 miliona). W Polsce w weekend otwarcia film zarobił prawie 1,6 miliona dolarów, a w sumie ponad 4,5 miliona.

### Krytyka w mediach
Film spotkał się z pozytywną reakcją krytyków. W serwisie Rotten Tomatoes 79% z 525 recenzji uznano za pozytywne, a średnia ocen wystawionych na ich podstawie wyniosła 6,8 na 10. Na portalu Metacritic średnia ważona ocen z 56 recenzji wyniosła 64 punktów na 100. Natomiast według serwisu CinemaScore, zajmującego się mierzeniem atrakcyjności filmów w Stanach Zjednoczonych, publiczność przyznała mu ocenę A w skali od F do A+.
Kenneth Turan z „Los Angeles Times” napisał: „Nie tylko bohaterowie mogą mieć supermoce, filmy też mogą je mieć. Możesz dodać Kapitan Marvel do małej listy tych, które je posiadają”. Owen Gleiberman z „Variety” stwierdził: „Jako wojowniczka Kree, która ląduje na Ziemi i odkrywa, że nie jest tym, kim myślała, Brie Larson rozświetla film o superbohaterach Marvela od wewnątrz”. Richard Roeper z „Chicago Sun-Times” napisał: „To nie jest najwspanialszy film Marvela, jaki kiedykolwiek powstał, ale jest zdecydowanie jednym z najzabawniejszych i jednym z najsłodszych”. Peter Travers z „Rolling Stone” stwierdził: „Film jest obciążony próbą stania się historią powstania całego MCU”. Todd McCarthy z „The Hollywood Reporter” ocenił: „Kapitan Marvel ma dwie cechy: jest to pierwszy film Marvel Studios, który został zbudowany wokół superbohaterki, i jest najmniejszą z produkcji Marvela powstałych od czasu, gdy Kevin Feige przejął stery i sprawił, że [franczyza] osiągnęła ogromny sukces. Obraz nie jest nudny, po prostu jest przyziemny, naznaczony fabułą bez wyobraźni, przeciętnymi złoczyńcami, nijakim stylem wizualnym i brakiem rozmachu”. Helen O’Hara z „Empire Magazine” napisał: „To nie jest kolejny tani frazes o girl power; jest to apoteoza wyraźnie feministyczna. Niektórzy ludzie uznają to za dezorientujące”. A.O. Scott z „The New York Times” stwierdził: „niezbyt długi, niezbyt zarozumiały i czerpie korzyści z rzemiosła i talentu obsady, w której znajdują się Annette Bening, Jude Law i Ben Mendelsohn”.
Łukasz Muszyński z portalu Filmweb napisał: „Cofnięcie się w czasie pozwoliło twórcom nie tylko odpowiedzieć na kilka dręczących fanów cyklu pytań, ale również pobawić się ikonografią epoki. Grunge'owe ciuchy bohaterki, komentujące zdarzenia piosenki Nirvany, Garbage i No Doubt czy nawiązania do kultowych filmów i seriali z tamtego okresu są nostalgicznymi smaczkami zgrabnie wplecionymi w karuzelę akcji”. Dawid Muszyński z NaEkranie.pl stwierdził: „Sam film, pomimo że dostarczył sporo rozrywki, nie jest niczym przełomowym. Nie przebija żadnej ściany, jak zrobili to chociażby Guardians of the Galaxy czy Thor: Ragnarok. Jest to po prostu kolejna stacja, na której wsiada nowy bohater zmierzający do dworca centralnego, gdzie ma mieć miejsce ostateczna walka”. Joanna Kułakowska z Gram.pl napisała: „Kapitan Marvel, przedmiot ideologicznej wojenki i prób zaniżania oraz zawyżania ocen, jest po prostu dobrym filmem z półki MCU – tylko tyle i aż tyle”. Urszula Schwarzenberg-Czerny z tygodnika „Polityka” stwierdziła: „Film jest w porządku. Jest czasem zabawny, czasem nostalgiczny, kiedy trzeba, wyraźnie prokobiecy. Jednak w tym wypadku to trochę za mało i trochę w zbyt stonowanej formie, bo chodzi o pierwszą superprodukcję Studia Marvel, w której główną bohaterką jest kobieta”.
Na miesiąc przed premierą filmu na stronie Rotten Tomatoes zaczęły pojawiać się dziesiątki negatywnych recenzji publiczności atakujących sam film, jak i Brie Larson. Większość nieprzychylnych recenzji skupiło się na Larson za jej feminizm, jednak w podobny sposób atakowana była Kapitan Marvel. W tym czasie procent widzów, którzy wyrazili chęć obejrzenia filmu na stronie tego serwisu, spadł do 28%. Obserwatorzy uznali tę sytuację za zbiorowy trolling, a Rotten Tomatoes postanowiło zablokować możliwość dodawania recenzji publiczności przed premierą filmów, jak i również pokazywać tylko ilościowo, a nie procentowo chętnych, którzy chcą obejrzeć film.

### Nagrody i nominacje
| Rok  | Ceremonia                            | Kategoria                                                                         | Nominowani                                                         | Rezultat  | Przypis |
| ---- | ------------------------------------ | --------------------------------------------------------------------------------- | ------------------------------------------------------------------ | --------- | ------- |
| 2019 | Golden Trailer Awards                | Najlepszy zwiastun filmu fantasy / przygodowego                                   | Kapitan Marvel                                                     | Nominacja | [ 102 ] |
| 2019 | Golden Trailer Awards                | Najlepszy spot telewizyjny dla pełnometrażowego filmu fantasy / przygodowego      | Kapitan Marvel                                                     | Nominacja | [ 102 ] |
| 2019 | Golden Trailer Awards                | Najlepszy plakat filmu fantasy / przygodowego                                     | Kapitan Marvel                                                     | Wygrana   | [ 102 ] |
| 2019 | Golden Trailer Awards                | Najlepszy montaż dźwięku w spocie telewizyjnym dla pełnometrażowego filmu         | Kapitan Marvel                                                     | Nominacja | [ 102 ] |
| 2019 | MTV Movie & TV Awards                | Najlepszy bohater                                                                 | Brie Larson                                                        | Nominacja | [ 103 ] |
| 2019 | MTV Movie & TV Awards                | Najlepsza scena walki                                                             | Brie Larson, Gemma Chan                                            | Wygrana   | [ 103 ] |
| 2019 | Teen Choice Awards                   | Ulubiony film akcji                                                               | Kapitan Marvel                                                     | Nominacja | [ 104 ] |
| 2019 | Teen Choice Awards                   | Ulubiona aktorka filmu akcji                                                      | Brie Larson                                                        | Nominacja | [ 104 ] |
| 2019 | Teen Choice Awards                   | Ulubiony aktor filmu akcji                                                        | Samuel L. Jackson                                                  | Nominacja | [ 104 ] |
| 2019 | Teen Choice Awards                   | Ulubiony czarny charakter                                                         | Jude Law                                                           | Nominacja | [ 104 ] |
| 2019 | Saturn Awards                        | Najlepsza adaptacja komiksu                                                       | Kapitan Marvel                                                     | Nominacja | [ 105 ] |
| 2019 | Saturn Awards                        | Najlepsza aktorka                                                                 | Brie Larson                                                        | Nominacja | [ 105 ] |
| 2019 | Saturn Awards                        | Najlepsza reżyseria                                                               | Anna Boden i Ryan Fleck                                            | Nominacja | [ 105 ] |
| 2019 | People’s Choice Awards               | Ulubiony film                                                                     | Kapitan Marvel                                                     | Nominacja | [ 106 ] |
| 2019 | People’s Choice Awards               | Ulubiony film akcji                                                               | Kapitan Marvel                                                     | Nominacja | [ 106 ] |
| 2019 | People’s Choice Awards               | Ulubiony aktor filmowy                                                            | Samuel L. Jackson                                                  | Nominacja | [ 106 ] |
| 2019 | People’s Choice Awards               | Ulubiona aktorka filmowa                                                          | Brie Larson                                                        | Nominacja | [ 106 ] |
| 2019 | People’s Choice Awards               | Ulubiona gwiazda kina akcji                                                       | Brie Larson                                                        | Nominacja | [ 106 ] |
| 2019 | National Film & TV Awards            | Najlepszy film                                                                    | Kapitan Marvel                                                     | Nominacja | [ 107 ] |
| 2019 | National Film & TV Awards            | Najlepsza aktorka                                                                 | Brie Larson                                                        | Nominacja | [ 107 ] |
| 2019 | National Film & TV Awards            | Gemma Chan                                                                        | Nominacja                                                          |           | [ 107 ] |
| 2019 | AACTA Awards                         | Najlepsze efekty specjalne lub animacje                                           | Chris Townsend, Damien Carr, Paul Butterworth, Greg Jowle          | Nominacja | [ 108 ] |
| 2020 | Hollywood Critics Association        | Najlepszy film akcji                                                              | Kapitan Marvel                                                     | Nominacja | [ 109 ] |
| 2020 | Hollywood Critics Association        | Najlepszy blockbuster                                                             | Kapitan Marvel                                                     | Nominacja | [ 109 ] |
| 2020 | Hollywood Critics Association        | Najlepsza praca kaskaderów                                                        | Kapitan Marvel                                                     | Nominacja | [ 109 ] |
| 2020 | Amerykańska Gildia Charakteryzatorów | Najlepsze efekty specjalne przy wykorzystaniu makijażu dla filmu pełnometrażowego | Brian Sipe, Alexei Dmitriew, Sabrina Wilson                        | Nominacja | [ 110 ] |
| 2020 | Amerykańska Gildia Kostiumologów     | Najlepsze kostiumy w filmie fantastycznonaukowym / fantasy                        | Sanja Hays                                                         | Nominacja | [ 111 ] |
| 2020 | VES Awards                           | Najlepsza kompozycja w fotorealistycznym filmie                                   | Trent Claus, David Moreno Hernandez, Jeremiah Sweeney, Yuki Uehara | Nominacja | [ 112 ] |
| 2020 | Kids’ Choice Awards                  | Ulubiony film                                                                     | Kapitan Marvel                                                     | Nominacja | [ 113 ] |
| 2020 | Kids’ Choice Awards                  | Ulubiona aktorka filmowa                                                          | Brie Larson                                                        | Nominacja | [ 113 ] |
| 2020 | Kids’ Choice Awards                  | Ulubiony superbohater                                                             | Brie Larson                                                        | Nominacja | [ 113 ] |
| 2020 | Hugo Awards                          | Najlepsza prezentacja dramatyczna – długa forma                                   | Anna Boden, Ryan Fleck, Geneva Robertson-Dworet                    | Nominacja | [ 114 ] |
| 2020 | Nebula Awards                        | Nagroda im. Raya Bradbury’ego za Wyjątkową Prezentację Dramatyczną                | Kapitan Marvel – Anna Boden, Ryan Fleck, Geneva Robertson-Dworet   | Nominacja | [ 115 ] |

## Kontynuacja
Brie Larson zagrała Carol Danvers / Kapitan Marvel w filmie Avengers: Koniec gry z 2019 roku.
W lipcu 2019 roku Kevin Feige poinformował, że powstanie sequel. W styczniu 2020 roku ujawniono, że Megan McDonnell napisze scenariusz. W sierpniu poinformowano, że za reżyserię odpowiadać będzie Nia DaCosta. Larson powróci w tytułowej roli, a obok niej w rolach głównych wystąpią Iman Vellani jako Kamala Khan / Ms. Marvel i Teyonah Parris jako Monica Rambeau. Vellani powtórzy swoją rolą z serialu Ms. Marvel, a Parris z WandaVision. Premiera Marvels została zapowiedziana na listopad 2023 roku.